# ایستگاه قطار شهری شهید مفتح (اصفهان)
ایستگاه قطار شهری شهید مفتح ایستگاهی در خط ۱ متروی اصفهان است. این ایستگاه در ۲۳ مهر ۱۳۹۴ افتتاح شد. این ایستگاه در بلوار بهارستان در ملکشهر در شمال اصفهان واقع شده‌است. ایستگاه بعدی در سمت غرب ایستگاه گلستان و در سمت شرق ایستگاه شهید علیخانی است.